# Companyia Peninsular de Telèfons

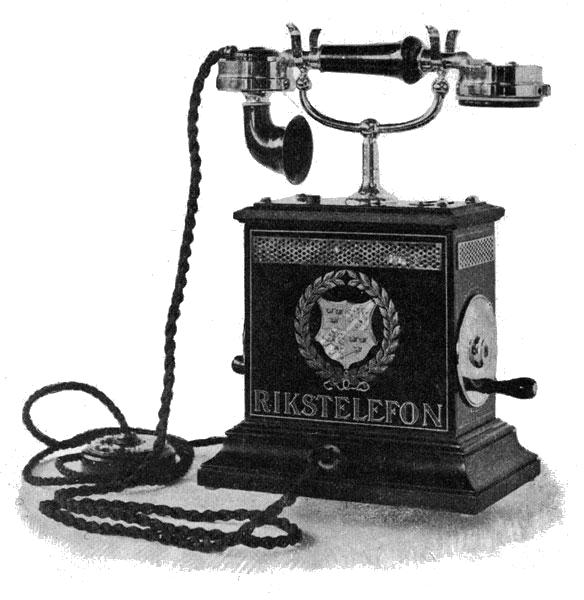
Un aparell de telèfon de 1896

La Companyia Peninsular de Telèfons és una empresa telefònica creada el 28 de maig del 1894 a Barcelona amb l'auspici de capital britànic i l'impuls d'un grup d'inversors catalans encapçalats per Enric Parellada i Pallàs. Tres anys després, el 1897, hi havia tan sols 12.000 aparells de telèfon a Espanya.

## Antecedents
Encara que els primers assajos telefònics d'Espanya van tenir lloc a finals de la dècada del 1870 a l'Havana (Cuba) i a Barcelona el 1877, un any després de la invenció de Bell, el desenvolupament d'una xarxa telefònica a Espanya va ser força lent, el telègraf (generalment de titularitat pública) feia la competència al telèfon el qual tenia tarifes elevades i la demanda era escassa i feble.
El 1891, el president del govern Francisco Silvela va fer promulgar un Reial Decret pel qual es dividia l'Espanya peninsular en quatre zones telefòniques segons criteris geogràfics (nord-est, sud-est, sud-oest i nord-oest) amb l'objectiu d'unificar la concessió i subhasta per a la construcció i explotació de les línies interurbanes.

## Desenvolupament
Només es va construir la xarxa del Nord-est per part de la Companyia Peninsular de telèfons. En aquella època les diferents xarxes telefòniques de la resta d'Espanya no estaven coordinades ni eren compatibles. L'empresa estava relacionada, per exemple compartia inversors, amb la Compañia Madrileña de Teléfonos i altres companyies telefòniques. Poc temps després de la seva creació la Compañia Peninsular de Telèfons va adquirir les xarxes de Madrid, Bilbao, Santander, Saragossa, Sabadell-Terrassa i Mataró, a més va adquirir la xarxa urbana de l'empresa Sociedad General de Teléfonos. Amb això s'assegurava la interconnexió. Entre 1906-1907 es va aconseguir connectar la xarxa urbana i la xarxa interurbana.
Des de 1909 a 1924 la Companyia Peninsular de telèfons va incrementar el nombre de concessions amb l'absorció de concessionaris menors i el nombre d'usuaris encara que, en un principi, aquests estaven reduïts a institucions polítiques i el món empresarial i periodístic. Va controlar parcialment la xarxa d'altres demarcacions geogràfiques.

## Final
La unificació telefònica espanyola no es va produir fins a la creació el 19 d'abril del 1924, per part de la Dictadura de Primo de Rivera, de la Compañia Telefónica Nacional de España i el seu monopoli de l'explotació del telèfon a Espanya (25 d'agost del 1924). El pla per unificar la telefonia va ser dissenyat per l'empresa estatunidenca International Telegraph and Telephone Co. (ITT)